# Coma dels Porcs
La Coma dels Porcs és una coma del terme municipal de Conca de Dalt, en terres de l'antic municipi d'Hortoneda de la Conca, al Pallars Jussà, en territori del poble d'Hortoneda. Està situada al sud-oest del poble d'Hortoneda, també al sud-oest, i damunt, de l'església parroquial de Sant Maria, a migdia de la carretera que duu fins al poble des de Claverol (Conca de Dalt).